# Byngui
 (octobre 2016).
Byngui (en russe : Быньги) est un village de l'oblast de Sverdlovsk, en Russie. Sa population s'élevait à 2 277 habitants en 2010.